# ナパック県
ナパック県(ナパックけん、英語：Napak District)はウガンダの北部地域東部の県。
2014年の人口は14万2224人。
県都はナパック。

## 地理
- 北：コティド県
- 北東：モロト県
- 南東：ナカピリピリ県
- 南：カタクイ県
- 南西：アムリア県
- 西：オツケ県
- 北西：アビム県

県都ナパックは、カラモジャ地方の最大都市のモロトから道なりに約80km南西に離れている。
また、首都カンパラから道なりに約340km北東に位置する。

## 歴史
2010年、モロト県の北西部を割いて新設された。

## 人口
- 1991年：3万7684人
- 2002年：11万2697人
- 2012年：19万7700人
- 2014年：14万2224人[3]